# Saint-Benoîtabdij

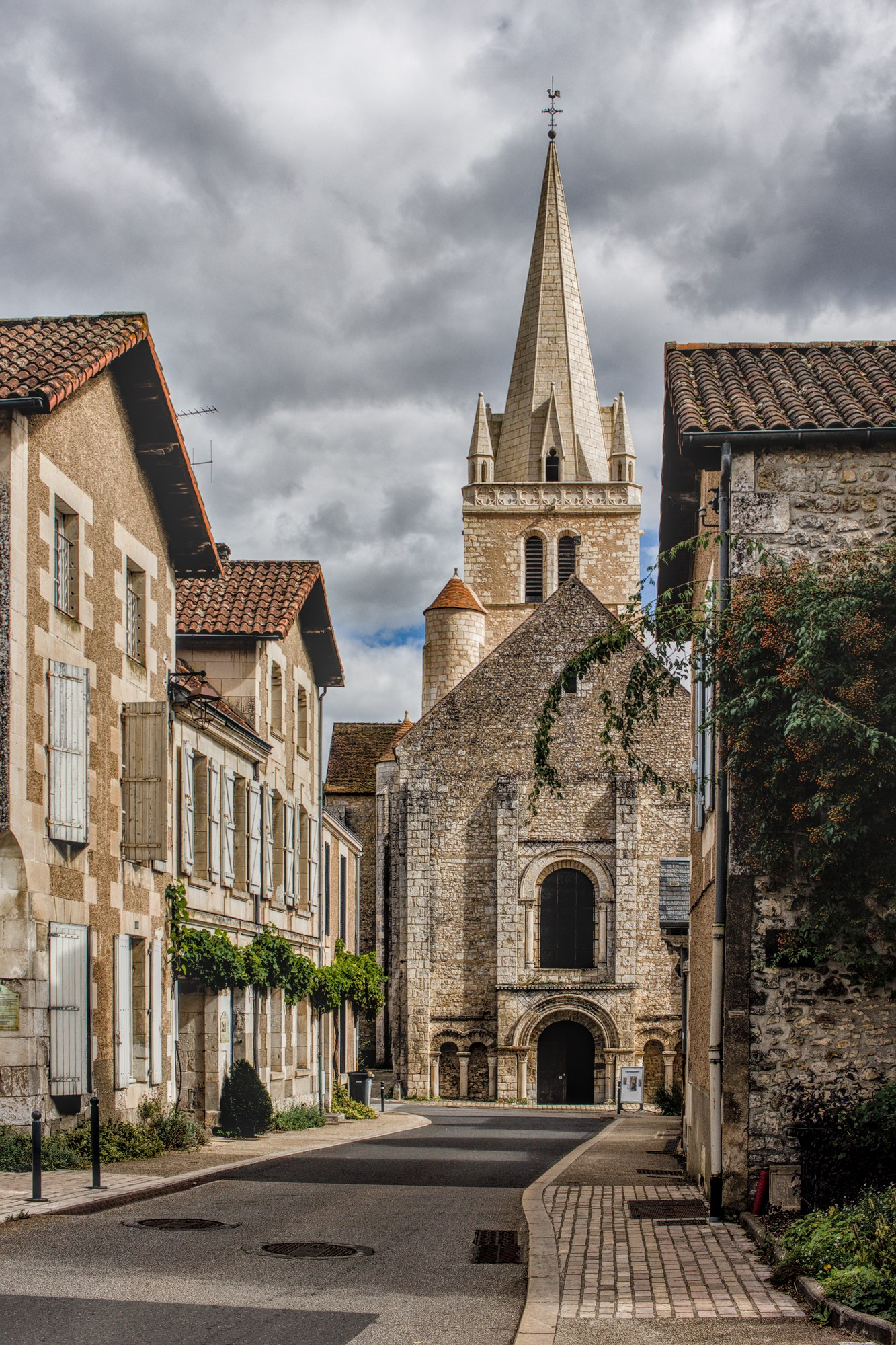
Saint-Andrékerk, de voormalige abdijkerk

De Saint-Benoîtabdij (Frans: Abbaye Saint-Benoît de Quinçay) is een voormalige benedictijner abdij in de gemeente Saint-Benoît in het Franse departement Vienne.

## Geschiedenis
De abdij werd gesticht rond 654 ten zuiden van Poitiers in de plaats Quinciacum, later in het Frans Quinçay genoemd. De stichter was de heilige Achardus, die kwam uit het klooster van Saint-Jouin-de-Marnes. Een vijftiental monniken verenigden zich rond hem en het klooster, gewijd aan de heilige Andreas, nam de regel van Benedictus aan. Rond 670 verliet Achardus de abdij om een nieuwe abdij te stichten in Jumièges. In 877 werd de abdij vernield door Vikingen. De gemeenschap herstelde zich langzaam. Onder Isembert I, bisschop van Poitiers in het tweede kwart van de 11e eeuw, werd de abdij opnieuw gesticht en werd gewijd aan de heilige Benedictus. De abdij bezat relieken van deze heilige. De abdij kende een belangrijke bouwfase aan het einde van de 11e en het begin van de 12e eeuw. In die periode werd een nieuwe abdijkerk gebouwd.
Het dorp groeide dankzij de abdij en werd bekend als Saint-Benoît-de-Quinçay en vervolgens als Saint-Benoît. De abdij bezat de jurisdictie over het dorp en had er ook molens voor de productie van meel en papier. De abdij leed veel schade in 1569 toen de leider van de hugenoten, Gaspard de Coligny, er zijn hoofdkwartier vestigde tijdens het beleg van Poitiers: de kerk werd geplunderd en het klooster werd afgebroken. De abdij herstelde zich niet en de gebouwen van de abdij raakten in verval. De abdij werd in de jaren 1760 gesloten. De abdijkerk werd de parochiekerk van het dorp. Omdat de eerdere parochiekerk gewijd was aan de heilige Andreas, werd de kerk nu ook aan deze heilige gewijd. Na de Franse Revolutie werd de kerk tijdelijk gesloten en de abdijgebouwen werden verkocht als nationaal goed. Ze werden ingericht als woningen.
In 1994 kocht de gemeente Saint-Benoît de resterende gebouwen van de abdij en in 2023 werden zij gerestaureerd. De kerk en de resterende kloostergebouwen werd in 1984 beschermd als historisch monument.

## Gebouwen
Van de abdijgebouwen resten de kerk met ernaast de kapittelzaal, het abtenverblijf en de slaapzaal, die de oostelijke zijde van het klooster vormden.
De Saint-Andrékerk is gebouwd in de vorm van een Latijns kruis. De kerk bezit nog romaanse elementen uit de eerste bouwfase, maar kende ook bouwfasen in de 14e en 15e eeuw. Het koor wordt afgesloten door een apsis met drie grote vensters. In 1979 werden oude, gotische muurschilderingen ontdekt in de kerk. Deze dateren van het einde van de 13e tot het einde van de 15e eeuw en werden gerestaureerd tussen 1983 en 1987.
De kapittelzaal bezit twee bogen met gebeeldhouwde kapitelen die vroeger uitgaven op het klooster. De zaal is via een overdekte gang verbonden met het abtenverblijf. Erboven, op de verdieping boven de kapittelzaal en het abtenverblijf, bevindt zich de slaapzaal.
Verder is de oude papiermolen van de abdij bewaard gebleven. Het gaat om een watermolen die de Clain overspant. Deze molen werd al genoemd in de 15e eeuw en werd verbouwd in de 17e eeuw. Toen kwam er een graanmolen naast de papiermolen.

### Afbeeldingen

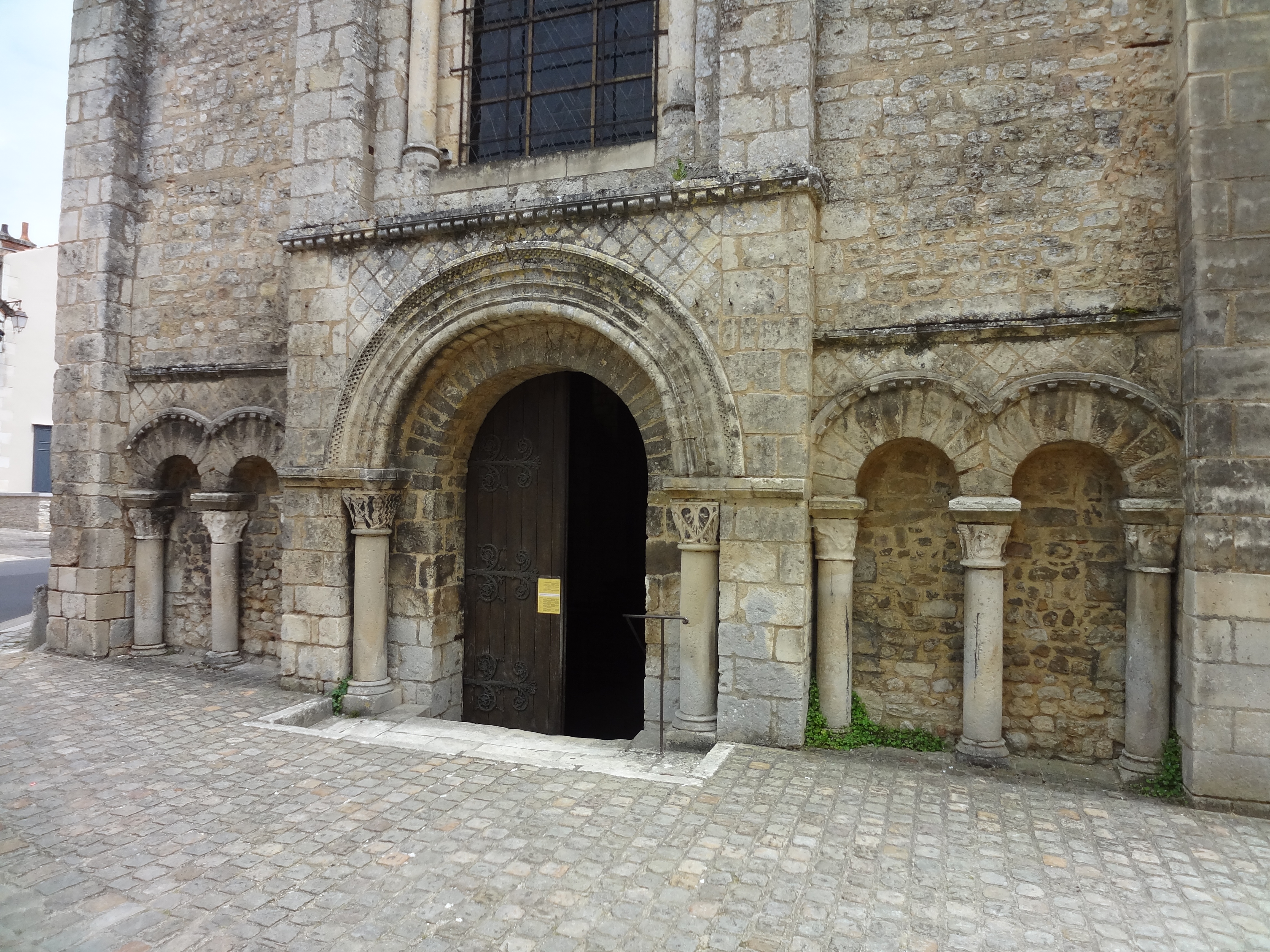
Portaal van de kerk
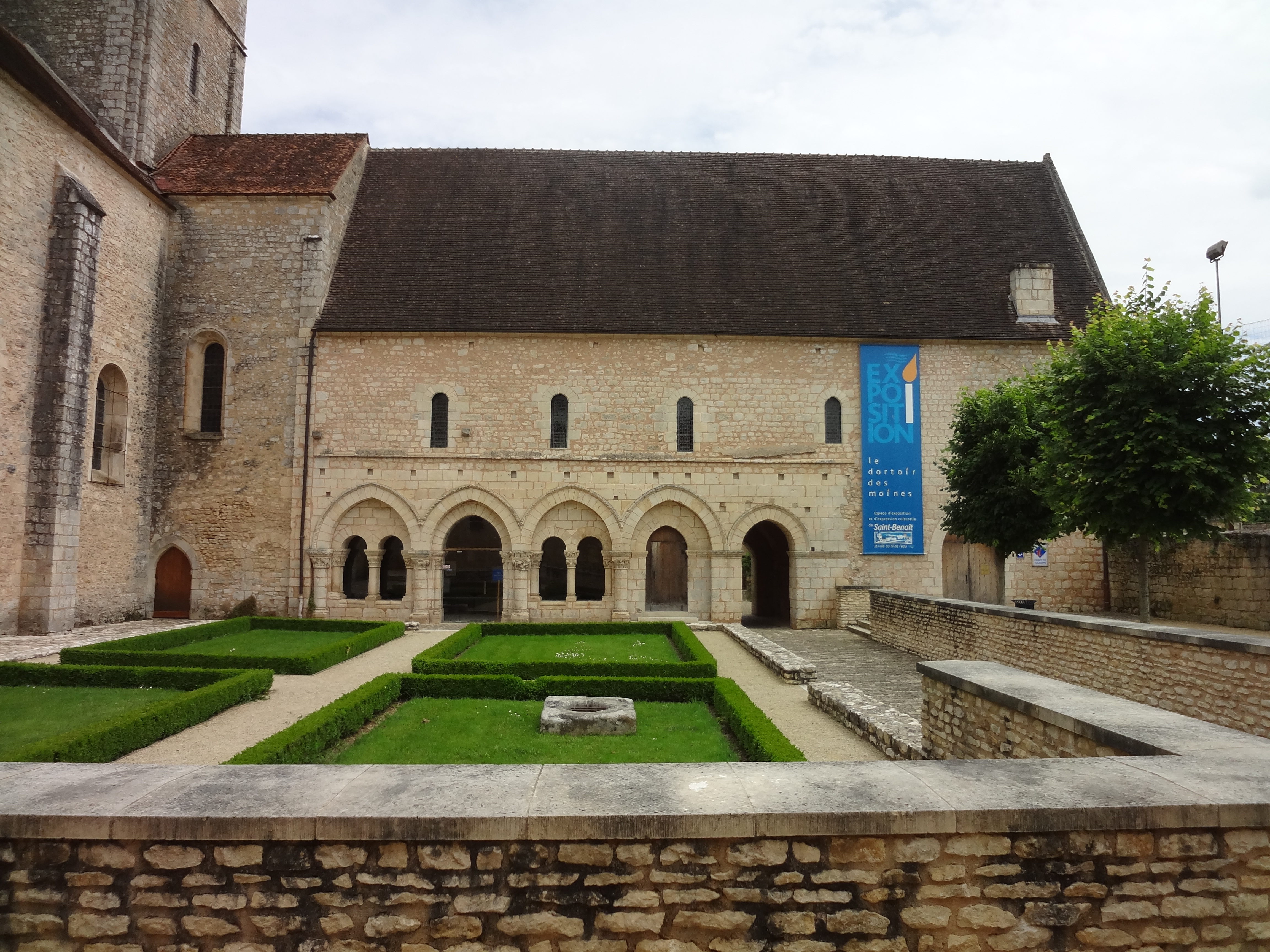
Abdijgebouwen gezien vanuit het voormalige klooster
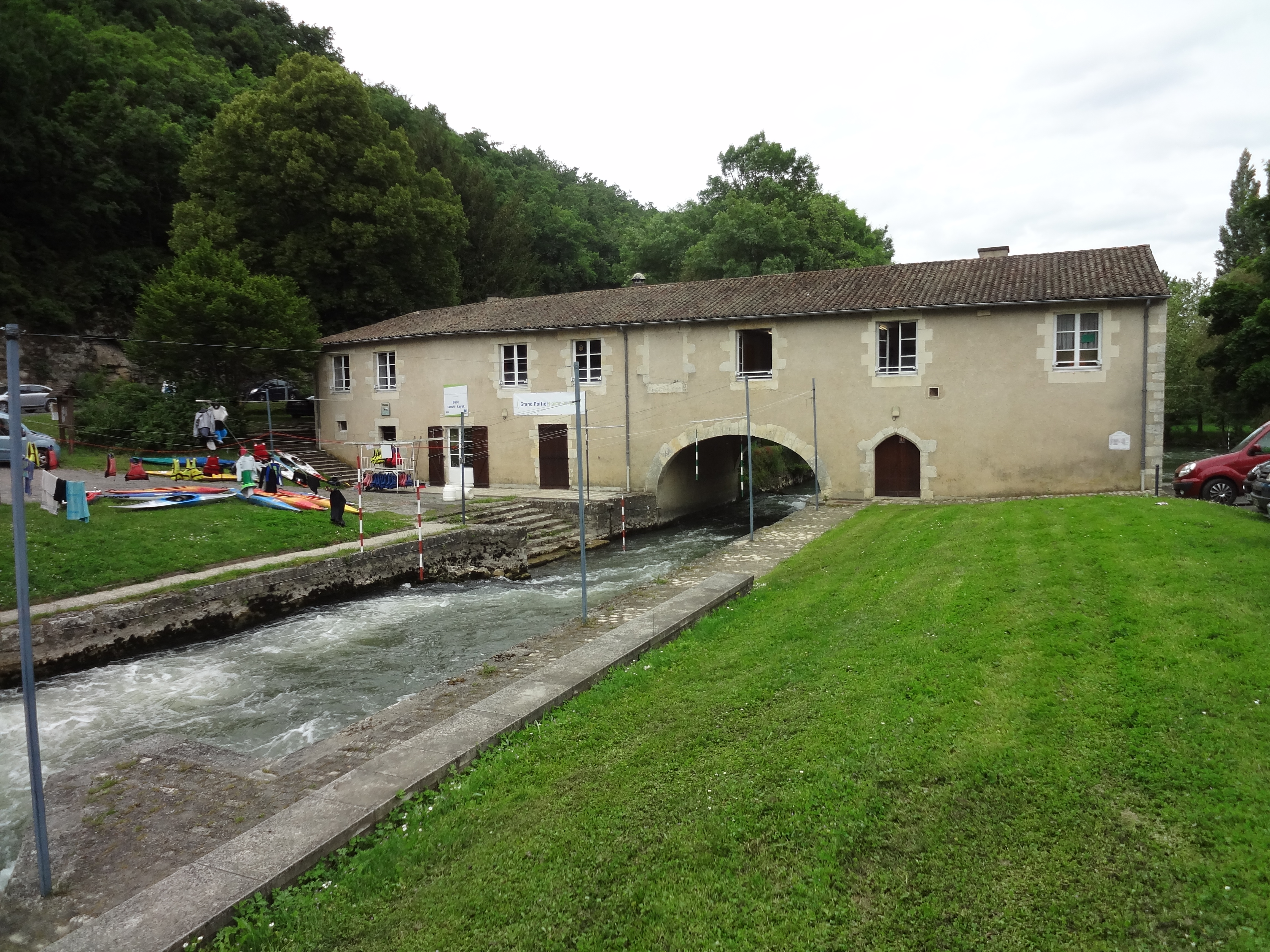
Papiermolen